# Люди пятой монархии
Люди пятой монархии (люди пятого царства, англ. Fifth Monarchists) — английская секта хилиастов (милленариев), существовавшая во время революции 1640—1660 годов. Она проповедовала наступление «пятой монархии» — тысячелетнего «царства Христа» (после четырёх «земных царств» — Ассиро-Вавилонского, Персидского, Греческого, Римского (в последнее включалась и Европа с начала Средних веков), которое трактовалось как торжество всеобщего равенства и справедливости. Членами этой секты была, в основном, сельская и городская беднота.
В 1647—1649 годах «люди пятой монархии» сотрудничали с левеллерами, а после их поражения действовали самостоятельно. Они играли значительную роль в созванном в 1653 году Малом парламенте, требуя отмены десятины, сокращения налогов и освобождения бедняков из долговых тюрем.

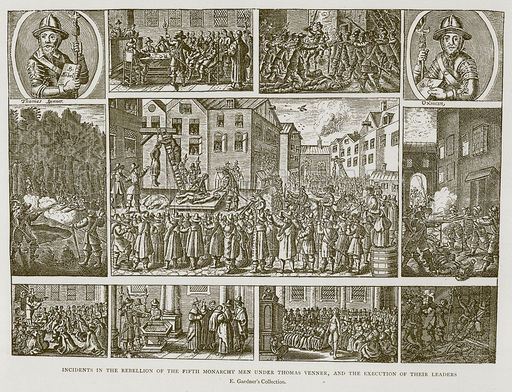
Гравюра с изображением восстания Томаса Веннера и казни повстанцев

В 1657 году они подняли восстание против режима протектората Кромвеля.
После реставрации Стюартов в 1660 году был казнен генерал-майор Томас Харрисон, бывший одним из вождей «людей пятой монархии». «Люди пятой монархии» попытались поднять восстание в Лондоне 6 января 1661 года под руководством бондаря Томаса Веннера. Около полуночи 50 приверженцев секты вышли с оружием в руках из своего молельного дома в Лондоне с криками «Король Иисус! Король Иисус! К оружию!». Но их почти никто не поддержал, и через четыре дня их мятеж был жестоко подавлен. После этого секта почти целиком была истреблена.